# Ифосфамид
Ифосфамид — цитостатический противоопухолевый химиотерапевтический лекарственный препарат алкилирующего типа действия. Является производным бис-β-хлорэтиламина и одновременно производным оксазафосфорина или производным диамидофосфата (так называемым «фосфорамид мустардом»). Близок по строению и действию к циклофосфамиду.
Активный метаболит ифосфамида — так называемый «изофосфорамид мустард» — послужил прототипом для разработки ещё одного лекарства — глюфосфамида.

## Фармакологическое действие
Механизм действия связан с алкилированием нуклеофильных центров, образованием перекрестных сшивок в молекулах ДНК и РНК и блокированием митотического деления клеток.

## Фармакокинетика
Активное вещество представляет собой пролекарство (неактивную транспортную форму).
После в/в введения метаболизируется в фармакологически активный метаболит 4-гидроксиифосфамид.
Биотрансформация ифосфамида в активный метаболит ухудшается у пациентов с нарушениями функции печени.

## Показания
Злокачественные опухоли, чувствительные к ифосфамиду, в том числе: рак лёгкого, рак яичников, злокачественные новообразования яичка, саркомы мягких тканей, остеосаркомы, рак молочной железы, рак шейки матки, лимфогранулематоз, неходжкинские лимфомы, саркома Юинга.

## Режим дозирования
Устанавливают индивидуально, в зависимости от показаний и стадии заболевания, состояния системы кроветворения, схемы противоопухолевой терапии.

## Побочное действие
Со стороны пищеварительной системы: тошнота, рвота, стоматит, нарушения функции печени.
Со стороны ЦНС и периферической нервной системы: ажитация, спутанность сознания, галлюцинации, необычная усталость, головокружение; редко — судорожные припадки, кома, периферическая полиневропатия.
Со стороны системы кроветворения: лейкопения, тромбоцитопения.
Со стороны мочевыделительной системы: геморрагический цистит, дизурия, частое мочеиспускание, нефропатия.
Со стороны репродуктивной системы: азооспермия, аменорея.
Прочие: алопеция, кардиотоксическое действие.

## Противопоказания
Выраженная миелодепрессия, нарушения функции печени или почек, гипопротеинемия, беременность, повышенная чувствительность к ифосфамиду.

## Беременность и лактация
Ифосфамид противопоказан при беременности. В случае необходимости применения в период лактации следует прекратить грудное вскармливание.
Женщинам детородного возраста необходимо применять надежные методы контрацепции в течение всего курса лечения и на протяжении 3 мес по его завершении.
В экспериментальных исследованиях установлено тератогенное и эмбриотоксическое действие ифосфамида.

## Особые указания
Не рекомендуют применять ифосфамид у пациентов с ветряной оспой (в том числе недавно перенесенной или после контакта с заболевшими), опоясывающим герпесом, другими острыми инфекционными заболеваниями.
Перед началом лечения необходима санация очагов хронической инфекции и коррекция возможных нарушений электролитного баланса.
Во время терапии следует регулярно контролировать картину периферической крови, лабораторные показатели функции печени, почек, проводить общий анализ мочи.
На фоне применения ифосфамида возможно повышение концентраций мочевины и креатинина в плазме, увеличение выведения с мочой глюкозы, белка, фосфатов.
Терапию ифосфамидом следует сочетать с приемом месны для предупреждения уротоксических эффектов.
Необходимо учитывать, что ифосфамид увеличивает время заживления ран.
В экспериментальных исследованиях установлено мутагенное и канцерогенное действие ифосфамида.
Ифосфамид включен в Перечень ЖНВЛП.

## Лекарственное взаимодействие
При одновременном применении с гипогликемическими препаратами (в том числе с производными сульфонилмочевины) возможно усиление гипогликемического действия.
В случае предшествующего или одновременного применения индукторов микросомальных ферментов печени возможно ускорение метаболизма ифосфамида.
При одновременном применении с варфарином возможно повышение риска развития кровотечения; с цисплатином — повышение риска ототоксического и нефротоксического действия.